# Mellan-Holmtjärnen, Dalarna
Mellan-Holmtjärnen är en sjö i Rättviks kommun i Dalarna och ingår i Dalälvens huvudavrinningsområde. Sjön har en area på 0,0876 kvadratkilometer och ligger 292,2 meter över havet. Sjön avvattnas av vattendraget Lillälven (Tängerströmmen).

## Delavrinningsområde
Mellan-Holmtjärnen ingår i det delavrinningsområde (680251-147386) som SMHI kallar för Inloppet i Nedre Holmtjärnen. Medelhöjden är 356 meter över havet och ytan är 13,02 kvadratkilometer. Räknas de 2 avrinningsområdena uppströms in blir den ackumulerade arean 35,17 kvadratkilometer. Lillälven (Tängerströmmen) som avvattnar avrinningsområdet har biflödesordning 2, vilket innebär att vattnet flödar genom totalt 2 vattendrag innan det når havet efter 329 kilometer. Avrinningsområdet består mestadels av skog (83 procent). Avrinningsområdet har 0,44 kvadratkilometer vattenytor vilket ger det en sjöprocent på 3,5 procent.